# Elecciones parlamentarias de Dinamarca de 2011
Las elecciones parlamentarias de Dinamarca de 2011 tuvieron lugar el 15 de septiembre de 2011 para elegir a los 179 miembros del parlamento danés. De esos 179, 175 miembros fueron elegidos en Dinamarca, dos en las Islas Feroe y dos en Groenlandia.
El titular de centro-derecha de la coalición liderada por el Partido Liberal perdió el poder a manos de una coalición de centro-izquierda liderado por los socialdemócratas de Helle Thorning-Schmidt que se convierte en la primera mujer que ocupó el cargo de primer ministro. El Partido Social Liberal y el Partido Popular Socialista se convirtieron en parte del gobierno tripartito. El nuevo parlamento se reunió el 4 de octubre.

## Antecedentes
Anders Fogh Rasmussen, que había sido renombrado primer ministro tras las elecciones parlamentarias de 2007, dimitió el 5 de abril de 2009 para convertirse en el secretario general de la OTAN en agosto. Las encuestas indicaban una preferencia por las elecciones anticipadas por encima de la simple elección del ministro de Finanzas, Lars Løkke Rasmussen como primer ministro. Helle Thorning-Schmidt de los socialdemócratas también se sugirió como candidata preferida para ser primer ministro. Sin embargo, Pia Kjærsgaard, el líder de la Partido Popular Danés, reiteró el continuo apoyo del DPP para el gobierno, evitando así una nueva elección y toma de Rasmussen el primer ministro en el parlamento actual.

## Fecha
De acuerdo con la Constitución danesa, la elección debía realizarse a más tardar el 12 de noviembre 2011. El primer ministro podía convocar la elección en cualquier momento, a más tardar cuatro años a partir de la elección anterior. Medios de comunicación daneses y comentaristas políticos especulan sobre el momento de la elección ya que Rasmussen asumió el cargo de primer ministro en abril de 2009.

## Coaliciones
El ex primer ministro, Lars Løkke Rasmussen, lideró un gobierno minoritario de centro-derecha compuesto por el Partido Liberal y el Partido Conservador Popular. Este gobierno de coalición trabajó con el apoyo regular de parlamentarios del nacional conservador Partido Popular Danés y, a menudo ganó la mayoría necesaria en el Parlamento a través de negociaciones, ya sea con el diputado único de la Democracia Cristiana Ørum-Jørgensen.
Desde la elección de 2007, la Alianza Liberal (antes Ny Alliance) han cobrado impulso en los sondeos de opinión, y desde principios de 2010, la coalición al gobierno no han sido capaces de reunir una mayoría en las urnas sin el apoyo de la Alianza. El continuo aumento en las encuestas es hasta cierto punto el resultado de la crisis interna en el Partido Conservador Popular sobre el liderazgo, y el continuo debate sobre la falta de "verdadera" ideología conservadora en la política del gobierno.
El 13 de enero, la continua inestabilidad en el grupo conservador en el Parlamento que causó Lene Espersen a renunciar como líder del partido conservador y centrarse en su papel como ministro de Relaciones Exteriores, lo cual golpeo la imagen de la coalición al poder y se tradujo en una extensa crisis interna en el Partido Conservador.
Los socialdemócratas, bajo la dirección de Helle Thorning-Schmidt, disfrutaron de mayorías en las encuestas de opinión desde fines de 2009, por lo cual expresó la esperanza de formar un gobierno de coalición de centro-izquierda formado por el Partido Popular Socialista y el Partido Radical con el apoyo parlamentario de la pequeña Red-Green Alliance.
Tanto Margarita Vestager (Partido Social Liberal) y Villy Søvndal (Partido Socialista Popular) se comprometieron a apoyar a Thorning-Schmidt antes de las elecciones. Sin embargo, ha habido un debate considerable sobre la política futura de esta coalición, sobre todo porque el Partido Social Liberal exige una agenda económica más liberal. También en materia de inmigración hay diferencias políticas entre los tres partidos de la coalición. Esto llevó a algunos observadores a creer que el Partido Social Liberal no se uniría a una coalición de gobierno, sino que optan por ser parte del apoyo parlamentario de un nuevo gobierno de centro izquierda. Al final los tres partidos formaron el gobierno de coalición el 3 de octubre.

## Resultados

### Dinamarca
|       | Lista | Partido                                | Líder                     | Votos   | %     | +/ –  | Escaños | +/ – |
| ----- | ----- | -------------------------------------- | ------------------------- | ------- | ----- | ----- | ------- | ---- |
|       | A     | Socialdemócratas                       | Helle Thorning-Schmidt    | 881.534 | 24,9% | -0,6% | 44      | -1   |
|       | B     | Izquierda Radical                      | Margrethe Vestager        | 336.149 | 9,5%  | +4,4% | 17      | +8   |
|       | C     | Partido Popular Conservador            | Lars Barfoed              | 174.563 | 4,9%  | -5,5% | 8       | -10  |
|       | F     | Partido Popular Socialista             | Villy Søvndal             | 326.118 | 9,2%  | -3,8% | 16      | -7   |
|       | I     | Alianza Liberal                        | Anders Samuelsen          | 176.473 | 5%    | +2,2% | 9       | +4   |
|       | K     | Demócratas Cristianos                  | Bjarne Hartung Kirkegaard | 28.157  | 0,8%  | -0,1% | 0       | ±0   |
|       | O     | Partido Popular Danés                  | Pia Kjærsgaard            | 436.335 | 12,3% | -1,5% | 22      | -3   |
|       | V     | Izquierda-Partido Liberal de Dinamarca | Lars Løkke Rasmussen      | 948.291 | 26,7% | +0,4% | 47      | +1   |
|       | Ø     | Alianza Roji-Verde                     | Liderazgo colectivo       | 236.982 | 6,7%  | +4,5% | 12      | +8   |
|       | –     | Candidatos independientes              | -                         |         |       |       | 0       | ±0   |
| Total | Total | Total                                  | Total                     |         | 86,9% | —     | 175     | —    |

### Islas Feroe
|                              | Lista                        | Partido                      | Líder                        | Votos  | %      | +/ –  | Escaños | +/ – |
| ---------------------------- | ---------------------------- | ---------------------------- | ---------------------------- | ------ | ------ | ----- | ------- | ---- |
|                              | A                            | Partido Popular              | Jørgen Niclasen              | 3.932  | 19%    | -1,5% | 0       | ±0   |
|                              | B                            | Partido Unionista            | Kaj Leo Johannesen           | 6.361  | 30,8%  | +7,3% | 1       | ±0   |
|                              | C                            | Partido de la Igualdad       | Aksel Johannesen             | 4.328  | 21%    | +0,6% | 1       | +1   |
|                              | D                            | Partido del Autogobierno     | Kári á Rógvu                 | 481    | 2,3%   | -1,2% | 0       | ±0   |
|                              | E                            | República (Islas Feroe)      | Høgni Hoydal                 | 3.998  | 19,4%  | -6,0% | 0       | -1   |
|                              | H                            | Partido de Centro            | Jenis av Rana                | 872    | 4,2%   | -2,6% | 0       | ±0   |
| Total (Participación: 58,9%) | Total (Participación: 58,9%) | Total (Participación: 58,9%) | Total (Participación: 58,9%) | 20.945 | 100,0% | —     | 2       | —    |

### Groenlandia
|       | Lista | Partido           | Líder               | Votos  | %       | +/ – | Escaños | +/ – |
| ----- | ----- | ----------------- | ------------------- | ------ | ------- | ---- | ------- | ---- |
|       | –     | Siumut            | Aleqa Hammond       | 7.952  | 36,02%  |      | 1       | ±0   |
|       | –     | Inuit Ataqatigiit | Kuupik Kleist       | 9.431  | 42,72%  |      | 1       | ±0   |
|       | –     | Atassut           | Finn Karlsen        | 1.593  | 7,22%   |      | 0       | ±0   |
|       | –     | Demokraatit       | Jens B. Frederiksen | 2.846  | 12,89%  |      | 0       | ±0   |
| Total | Total | Total             | Total               | 22.076 | 100,0 % | —    | 2       | —    |

## Implicaciones
El resultado fue visto como una posibilidad para revertir algunos programas de austeridad iniciada por el anterior gobierno en medio de la crisis de la deuda soberana europea. La mayoría de los escaños por el Bloque Rojo también fue visto como una pérdida del Partido del Pueblo Danés de su papel de generador de leyes para endurecer la política danesa de inmigración. Sin embargo las campañas se enfocaron en como se podría mantener el sistema de bienestar en Dinamarca, que es financiado por los altos impuestos. El estado de la economía también se observó como un factor clave para la emisión del voto.
Periódicos daneses como Berlingske también se preguntó si una coalición Roja podría sobrevivir a su paso por la "marcadas diferencias entre los partidos." Se escribió que "con una base parlamentaria que consta de las partes en conflicto profundo mutuo sobre las cuestiones más importantes en la sociedad, la victoria electoral de ayer por la noche podría llegar a ser un triunfo efímero para Thorning-Schmidt."
Aunque Dinamarca es uno de los países con mayor equidad de género, es hasta estas elecciones que una mujer se convierte en Primera Ministro del País Escandinavo